# Pancalpinão

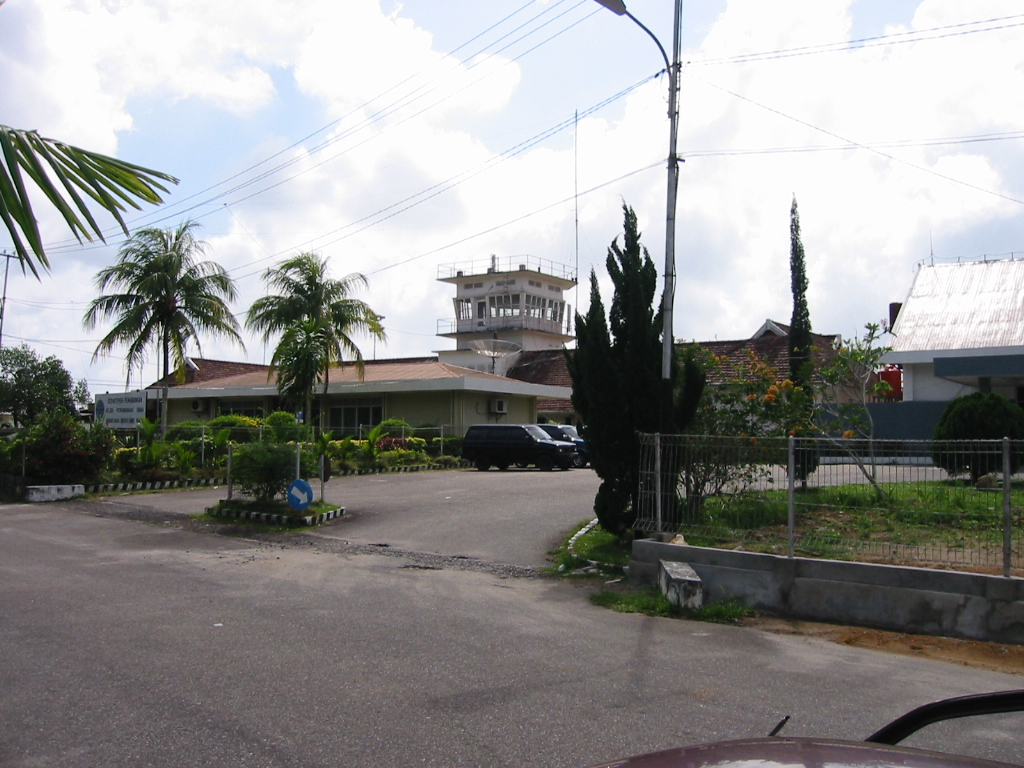
Aeroporto de Pancalpinão

Pancalpinão (em indonésio: Kota Pangkalpinang) é a maior cidade na ilha de Banca e capital da província de Banca-Bilitom, na Indonésia

## Património
Entre o património local encontram-se o Museu Timah, um templo chinês e a praia de Pasir Padi.